# Olympique Gymnaste Club de Nice 1990-1991
Questa voce raccoglie le informazioni riguardanti l'Olympique Gymnaste Club de Nice nelle competizioni ufficiali della stagione 1990-1991.

## Maglie e sponsor
Lo sponsor tecnico per la stagione 1990-1991 è Puma, mentre lo sponsor ufficiale è Groupe VDM.
| Manica sinistra · Manica sinistra · Maglietta · Maglietta · Manica destra · Manica destra · Pantaloncini · Calzettoni |

## Organigramma societario
Area direttiva
- Presidente: Mario Innocentini

Area tecnica
- Allenatore: Jean Fernandez, da dicembre Jean-Noël Huck
- Allenatore in seconda: Albert Emon

## Rosa
| N. |                       | Ruolo | Calciatore            |
| -- | --------------------- | ----- | --------------------- |
|    | Francia (bandiera)    | P     | Cyril Aloisio         |
|    | Francia (bandiera)    | P     | Jérôme Alonzo         |
|    | Francia (bandiera)    | P     | Gilles Morisseau      |
|    | Francia (bandiera)    | D     | Frédédric Baldacchino |
|    | Francia (bandiera)    | D     | Jacky Bonnevay        |
|    | Francia (bandiera)    | D     | Thierry Crétier       |
|    | Francia (bandiera)    | D     | Louis Gomis           |
|    | Francia (bandiera)    | D     | René Marsiglia        |
|    | Francia (bandiera)    | D     | Frédéric Martin       |
|    | Francia (bandiera)    | D     | Jean-Philippe Mattio  |
|    | Jugoslavia (bandiera) | D     | Ljubomir Radanović    |
|    | Francia (bandiera)    | D     | Jean-Luc Vannuchi     |
|    | Marocco (bandiera)    | C     | Mustapha El-Haddaoui  |
|    | Francia (bandiera)    | C     | Pascal Gastien        |
|    | Francia (bandiera)    | C     | Frédéric Gioria       |
|    | Francia (bandiera)    | C     | Philippe Lecompte     |

| N. |                        | Ruolo | Calciatore           |
| -- | ---------------------- | ----- | -------------------- |
|    | Francia (bandiera)     | C     | Claude Massa         |
|    | Francia (bandiera)     | C     | Philippe Mazzuchetti |
|    | Francia (bandiera)     | C     | Fabrice Mège         |
|    | Francia (bandiera)     | C     | Pierre Morice        |
|    | Francia (bandiera)     | C     | Fabrice Poullain     |
|    | Francia (bandiera)     | C     | Jean-Philippe Rohr   |
|    | Francia (bandiera)     | C     | Éric Roy             |
|    | Francia (bandiera)     | C     | François Soler       |
|    | Francia (bandiera)     | A     | Emmanuel Blanchard   |
|    | Senegal (bandiera)     | A     | Jules Bocandé        |
|    | Francia (bandiera)     | A     | Christophe Buffat    |
|    | Argentina (bandiera)   | A     | Ariel Cozzoni        |
|    | Jugoslavia (bandiera)  | A     | Miloš Đelmaš         |
|    | Lussemburgo (bandiera) | A     | Robby Langers        |
|    | Francia (bandiera)     | A     | Philippe N'Dioro     |
|    | Francia (bandiera)     | A     | Christophe Rempp     |